# Opština Bogdanci
Bogdanci (makedonsky Богданци) je opština na jihu Severní Makedonie. Bogdanci je také název města, které je centrem opštiny. Nachází se v Jihovýchodním regionu.

## Geografie
Opština sousedí na východě s opštinou Dojran, na severu s opštinou Valandovo, na západě s opštinou Gevgelija a na jihu s Řeckem.
Centrem opštiny je město Bogdanci. Pod něj spadají další 3 vesnice - Gavato, Selemli a Stojakovo.

## Demografie
Podle sčítání lidu z roku 2021 žije v opštině 7 339 obyvatel. Etnickými skupinami jsou:
- Makedonci – 6 665 (90,82 %)
- Srbové – 275 (3,75 %)
- ostatní a neuvedené – 399 (7 %)